# Internationale Friedensfahrt 1987
Die 40. Internationale Friedensfahrt (Course de la paix) war ein Straßenradrennen, das vom 8. bis 23. Mai 1987 ausgetragen wurde.
Die 40. Auflage der Internationalen Friedensfahrt bestand aus 14 Einzeletappen und führte auf einer Gesamtlänge von 1987 km von Ost-Berlin über Prag nach Warschau. Mannschaftssieger war die DDR. Der beste Bergfahrer war Uwe Ampler aus der DDR.
24 Jahre zuvor hatte Klaus Ampler die Friedensfahrt gewonnen. Dieses Jahr gewann dessen Sohn Uwe Ampler. Er gewann auch das Einzelzeitfahren in Harrachov, das am Schanzentisch der Skiflugschanze endete. Die meisten Fahrer schoben oder trugen ihr Fahrrad die bis zu 30 % steile Auffahrt hinauf.
Insgesamt waren 156 Fahrer aus 26 Nationen am Start. Teilnehmende Nationen waren:
| Bulgarien   | Niederlande | VR China | Norwegen       | Kuba     |
| Spanien     | DDR         | Polen    | Portugal       | Finnland |
| Rumänien    | Frankreich  | Ungarn   | Italien        | Schweden |
| Schweiz     | Syrien      | Mexiko   | Tschechos.     | Belgien  |
| Sowjetunion | Jugoslawien | USA      | Mongolische VR | England  |
| BRD         |             |          |                |          |

## Details

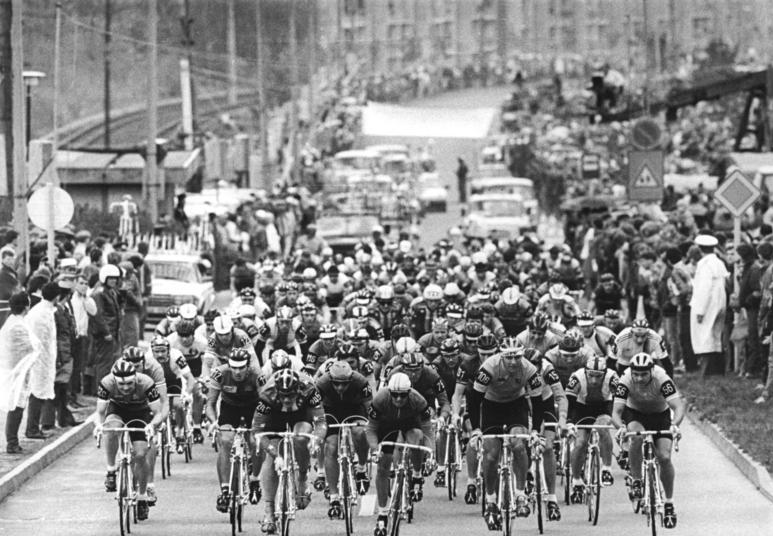
Peloton in Gera
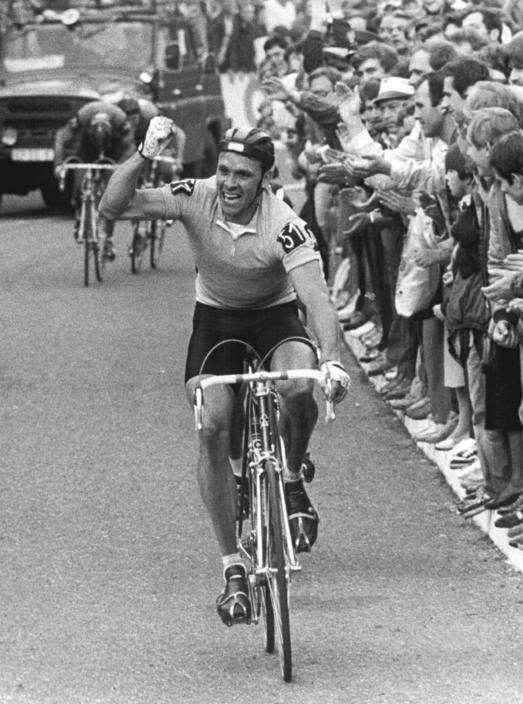
Uwe Ampler
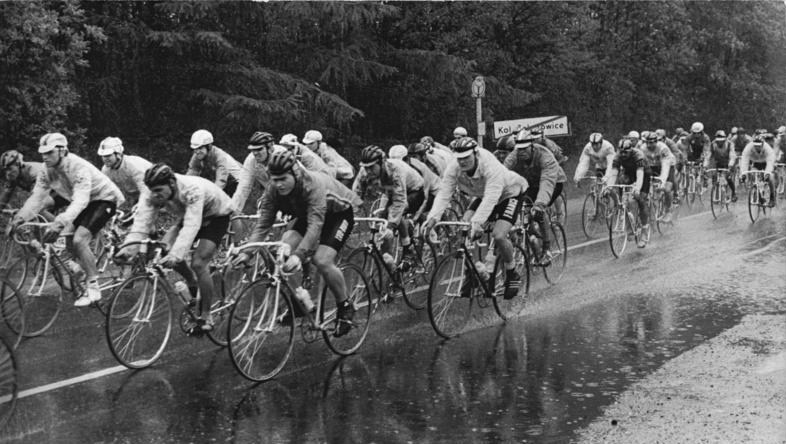
Peloton

| Etappe     | Start – Ziel                  | Etappensieger                             | Etappen- länge | Fahrzeit |
| ---------- | ----------------------------- | ----------------------------------------- | -------------- | -------- |
| 0Prolog    | Parallelzeitfahren in Berlin  | Wassyl Schdanow ( Sowjetunion)            | 007 km         | 2:48:32  |
| 01. Etappe | Rundkurs in Berlin            | Olaf Ludwig ( DDR)                        | 108 km         | 2:17:40  |
| 02. Etappe | Berlin – Magdeburg            | Uwe Raab ( DDR)                           | 172 km         | 4:04:29  |
| 03. Etappe | Magdeburg – Gera              | Morten Saether ( Norwegen)                | 186 km         | 4:25:26  |
| 04. Etappe | Rundkurs in Gera              | Olaf Ludwig ( DDR)                        | 056 km         | 1:15:11  |
| 05. Etappe | Gera – Most                   | Johannes Draaijer ( Niederlande)          | 168 km         | 4:30:25  |
| 06. Etappe | Most – Prag                   | William Bishop ( Vereinigte Staaten)      | 152 km         | 3:53:25  |
| 07. Etappe | Prag – Pardubice              | Dschamolidin Abduschaparov ( Sowjetunion) | 148 km         | 3:43:59  |
| 08. Etappe | Pardubice – Harrachov         | Uwe Ampler ( DDR)                         | 158 km         | 4:14:15  |
| 09. Etappe | Einzelzeitfahren in Harrachov | Uwe Ampler ( DDR)                         | 022 km         | 2:33:00  |
| 10. Etappe | Harrachov – Karpacz           | Uwe Ampler ( DDR)                         | 128 km         | 3:28:49  |
| 11. Etappe | Karpacz – Legnica             | Dschamolidin Abduschaparov ( Sowjetunion) | 160 km         | 3:41:56  |
| 12. Etappe | Legnica – Wrocław             | Johannes Draaijer ( Niederlande)          | 180 km         | 4:11:11  |
| 13. Etappe | Oleśnica – Łódź               | Remig Stumpf ( BR Deutschland)            | 184 km         | 4:32:39  |
| 14. Etappe | Łódź – Warschau               | Dschamolidin Abduschaparov ( Sowjetunion) | 158 km         | 3:40:14  |